# العلاج الحراري الضوئي
يشير العلاج الحراري الضوئي (PTT) إلى الجهود المبذولة لاستخدام الإشعاع الكهرومغناطيسي (غالبًا بأطوال موجات قريبة للأشعة تحت الحمراء) لعلاج مختلف الحالات الطبية، بما في ذلك السرطان. تُعتبر هذه الطريقة امتدادًا للعلاج الضوئي، إذ يُثار المحسس الضوئي بنطاق ضوء محدد. يؤدي هذا التنشيط إلى نقل المحسس إلى حالة من الإثارة، ويطلق بعد ذلك طاقة اهتزازية (حرارة)، وهي ما تقتل الخلايا المستهدفة.
على عكس العلاج الضوئي، لا يتطلب العلاج الحراري الضوئي الأكسجين للتفاعل مع الخلايا أو الأنسجة المستهدفة. تظهر الدراسات الحالية أيضًا أنه يمكن عبر العلاج الحراري الضوئي استخدام ضوء ذو طول موجي أطول، وهو أقل نشاطًا وبالتالي أقل ضررًا للخلايا والأنسجة الأخرى.

## المواد النانوية
معظم المواد المهمة التي تُجرى عليها الأبحاث من أجل العلاج الحراري الضوئي تُقاس نانومتريًا. أحد الأسباب الرئيسية لذلك هو النفاذية المعززة وتأثير الاحتفاظ الملحوظ مع الجسيمات في نطاق حجم معين (نموذجيًا 20 - 300 نانومتر). لوحظ أن الجزيئات في هذا النطاق تتراكم بشكل تفضيلي في أنسجة الورم. عندما يتشكل الورم، سيحتاج إلى أوعية دموية جديدة لتغذية نموه، هذه الأوعية الدموية الجديدة الموجودة في أو بالقرب من الأورام لها خصائص مختلفة عند مقارنتها بالأوعية الدموية العادية، مثل التصريف اللمفاوي الضعيف، والأوعية الدموية غير المنظمة، والتي يحدث تسرب من خلالها. تؤدي هذه العوامل إلى زيادة تركيز جزيئات معينة في الورم بشكل ملحوظ مقارنة ببقية الجسم.

### الأنابيب النانوية الذهبية (AuNR)
حقق هوانغ وزملاؤه في جدوى استخدام الأنابيب النانوية الذهبية لتصوير الخلايا السرطانية وكذلك للعلاج الضوئي. وصل الباحثون الأجسام المضادة (الأجسام المضادة أحادية النسيلة EGFR) إلى سطح الأنابيب النانوية الذهبية، مما سمح للعناصر النانوية الذهبية بالارتباط على وجه التحديد ببعض الخلايا السرطانية الخبيثة (الخلايا الخبيثة المشتقة من الخلايا الجذعية المكونة للدم). بعد ارتباط الخلايا عبر الأنابيب النانوية الذهبية، يُستخدم ليزر الياقوت: 800 نانومتر لتشعيع الخلايا بقوى متفاوتة. أبلغ الباحثون عن قتل ناجح للخلايا السرطانية الخبيثة، ولم تتضرر الخلايا غير الخبيثة.
عندما تتعرض الأنابيب النانوية الذهبية لضوء الأشعة القريبة من تحت الحمراء، يتسبب المجال الكهرومغناطيسي المتذبذب في تذبذب جميع الإلكترونات الحرة في الأنابيب النانوية. يؤدي تغيير حجم وشكل الأنابيب النانوية إلى تغيير الطول الموجي للأشعة الممتصة. سيكون الطول الموجي المطلوب بين 700-1000 نانومتر لأن الأنسجة البيولوجية شفافة بصريًا عند هذه الأطوال الموجية. وبما أن جميع الأنابيب النانوية حساسة للتغيير في شكلها وحجمها، فإن خصائص الأنابيب النانوية الذهبية حساسة للغاية لأي تغيير في أي من أبعادها فيما يتعلق بالطول والعرض أو نسبة العرض إلى الارتفاع. عندما يسلط الضوء على جسيم نانوي معدني، سيشكل الجسيم النانوي تذبذبًا ثنائي القطب على طول اتجاه المجال الكهربائي. عندما يصل التذبذب إلى الحد الأقصى، يسمى هذا التردد رنين البلازمون السطحي. يحتوي الأنبوب النانوي الذهبي على نطاقَي طيف لرنين البلازمون السطحي: أحدهما في منطقة طيف الأشعة القريبة من تحت الحمراء بسبب التذبذب الطولي الذي يميل إلى أن يكون أقوى مع طول موجي أطول والآخر في المنطقة المرئية الناتجة عن التذبذب الإلكتروني المستعرض الذي يميل إلى أن يكون أضعف مع طول موجي أقصر. تفسر خصائص رنين البلازمون السطحي الزيادة في امتصاص الجسيم للضوء. مع زيادة نسبة العرض إلى الارتفاع في الأنابيب النانوية الذهبية، ينحرف الطول الموجي للامتصاص إلى الأحمر وتزداد كفاءة تشتت الضوء. تفقد الالكترونات التي تثيرها الأشعة القريبة من تحت الحمراء طاقتها بسرعة بعد امتصاصها بسبب تصادمات الالكترونات، وبعد هذه التصادمات، تطلق الطاقة على شكل فوتونات تسخن الأنابيب النانوية الذهبية التي ستستهدف الخلايا السرطانية في علاجات السرطان. تحدث هذه العملية عندما يكون الليزر على شكل موجة مستمرة باتجاه الأنبوب النانوي الذهبي. ينتج عن أشعة الليزر النبضية عمومًا ذوبان أو انفصال جسيم الأنبوب النانوي الذهبي. تستغرق أشعة الليزر ذات الموجة المستمرة دقائق بدلًا من الوقت الذي تأخذه نبضة واحدة في حال استخدام الليزر النبضي، وتستطيع ليزرات الموجة المستمرة تسخين مناطق أكبر في وقت واحد.

### القشرة النانوية الذهبية
القشرة النانوية الذهبية هي جزيئات السيليكا (ثنائي أكسيد السيلسيوم) النانوية المطلية بطبقة رقيقة من الذهب. تقترن بالأجسام المضادة (مضادات مستقبلات HER2 أو مضادات الغلوبولين المناعيG) عبر روابط PEG (غليكول بولي إيثيلين) بعد الارتباط بالخلايا السرطانية SKBr3 عن طريق قذائف الذهب النانوية، كان يستُخدم ليزر 820 نانومتر سابقًا لتشعيع الخلايا. تتضرر فقط الخلايا المرتبطة بالقشرة النانوية الذهبية المترافقة مع الجسم المضاد المحدد مضاد مستقبلات (HER2) بواسطة الليزر. يوجد نمط آخر من القشرة النانوية الذهبية على شكل طبقة ذهبية على الجسيمات الشحمية، مثل قالب ناعم يحيط بها. في هذه الحالة، يمكن أيضًا تغليف الجرعة داخل و / أو في طبقة ثنائية وإطلاقها بواسطة ضوء الليزر.

### البنى النانوية الحرارية (tNAs)
يُعزى فشل التطبيق السريري للعلاج الحراري الضوئي بواسطة الجسيمات النانوية بشكل أساسي إلى المخاوف من استمرار تأثيرها في الجسم. في الواقع، يمكن ضبط الاستجابة الضوئية للمواد النانوية متباينة الخواص في منطقة الأشعة القريبة من تحت الحمراء عن طريق زيادة حجمها حتى 150 نانومتر. من ناحية أخرى، يتخلص الجسم من المواد النانوية للمعادن النبيلة غير القابلة للتحلل الحيوي الأكبر من 10 نانومتر من خلال مسار الكبد الصفراوي بطريقة بطيئة وغير فعالة. تتمثل الطريقة الشائعة لتجنب ثبات المعدن في تقليل حجم الجسيمات النانوية تحت عتبة التصفية الكلوية، أي الجسيمات النانوية فائقة الصغر (USNPs)، وفي الوقت نفسه يكون الحد الأقصى لتحويل الجسيمات النانوية الضوء إلى الحرارة أكثر من 5 نانومتر. من ناحية أخرى، يحدث رنين البلازمون السطحي للجسيمات النانوية فائقة الصغر الذهبية عند تعريضها للأشعة المرئية أو فوق البنفسجية (بعيدًا عن النوافذ البيولوجية الأولى)، مما يحد بشدة من تطبيقها المحتمل في العلاج الحراري الضوئي.